# Estate in diretta
Estate in diretta è un programma televisivo italiano di genere talk show, rotocalco e contenitore, versione estiva del programma La vita in diretta, in onda su Rai 1 nel periodo estivo dall'11 luglio 2011 (tranne nel 2012), in sostituzione del programma madre. Dal 2017 al 2020 il programma è stato intitolato La vita in diretta Estate.

## Storia del programma

### Estate in diretta(2011, 2013-2016)
Il programma nasce nel 2011 come spin-off estivo de La vita in diretta. La prima edizione inizia l'11 luglio 2011 con la conduzione di Marco Liorni e della giornalista Lorella Landi, e si conclude il 4 agosto, circa un mese prima dell'inizio della nuova stagione televisiva. La trasmissione, riconfermata per l'anno successivo, doveva essere condotta da Danilo Fumiento e Monica Leofreddi, ma viene cancellata prima della messa in onda per motivi di bilancio. 
Torna invece nell'estate 2013 sempre con la conduzione di Marco Liorni, reduce da La vita in diretta, affiancato dalla giornalista del TG1 Barbara Capponi. Il programma va in onda da studio fino al 30 agosto 2013, mentre nell'ultima settimana di trasmissione (2-6 settembre) trasmette servizi tratti da vecchie edizioni de La vita in diretta.
L'edizione 2014 vede l'arrivo alla conduzione di Eleonora Daniele, proveniente da Storie vere, e Federico Quaranta, già conduttore di Decanter su Rai Radio 2. Nel 2015 viene riconfermata la Daniele, mentre ad affiancarla stavolta c'è Salvo Sottile, appena arrivato da LA7. La coppia verrà riconfermata anche per l'edizione successiva, a cui si aggiunge Arianna Ciampoli, che conduce la prima parte del programma.

### La vita in diretta Estate(2017-2020)
Nel 2017 la trasmissione cambia nome in La vita in diretta Estate e vede alla conduzione Benedetta Rinaldi e Paolo Poggio, quest'ultimo proveniente da Rai News 24. Insieme a loro c'è anche Silvia Salemi, che conduce ogni martedì lo spazio A casa di Silvia, in cui la cantautrice intervista un personaggio dello sport o dello spettacolo. Nel 2018 il programma è condotto da Ingrid Muccitelli, proveniente da Unomattina in famiglia e Gianluca Semprini, giornalista di Rai News 24. Nel 2019 la conduzione passa a Lisa Marzoli, giornalista del TG2, e Beppe Convertini. Nel 2019, così come per l'edizione invernale, il programma cambia leggermente la formula, dedicandola prevalentemente all'approfondimento dei casi di cronaca. 
Per l'estate 2020 i conduttori del programma sono Marcello Masi, proveniente da Linea verde, e Andrea Delogu, già conduttrice di La versione delle due su Rai Radio 2.

### Il ritorno diEstate in diretta(dal 2021)
Nell'estate 2021 torna a chiamarsi Estate in diretta, alla cui conduzione torna Gianluca Semprini affiancato, stavolta, da Roberta Capua.  Il programma è stato riconfermato nell'estate 2022 con gli stessi conduttori dell'edizione precedente, da quest'anno collocato solo nella fascia del tardo pomeriggio, come il programma originale. Il programma viene riconfermato nelle estati 2023 e 2024 e vede alla conduzione nuovamente Semprini stavolta affiancato da Nunzia De Girolamo, mentre nel 2025 Semprini è affiancato da Greta Mauro.

## Edizioni
| Edizione | Anno | Titolo del programma      | Conduzione        | Conduzione         | Periodo        | Periodo           | Puntate | Cast             | Regia               | Regia              | Studio                                                         | Studio                                                         |
| Edizione | Anno | Titolo del programma      | Conduzione        | Conduzione         | Inizio         | Fine              | Puntate | Cast             | Regia               | Regia              | Studio                                                         | Studio                                                         |
| -------- | ---- | ------------------------- | ----------------- | ------------------ | -------------- | ----------------- | ------- | ---------------- | ------------------- | ------------------ | -------------------------------------------------------------- | -------------------------------------------------------------- |
| 1ª       | 2011 | Estate in diretta         | Marco Liorni      | Lorella Landi      | 11 luglio 2011 | 4 agosto 2011     | 20      | Non presente     | Giuseppe Bucolo     | Salvatore Perfetto | Studio 3 Centro di produzione Rai di Via Teulada, Roma         | Studio 3 Centro di produzione Rai di Via Teulada, Roma         |
| 2ª       | 2013 | Estate in diretta         | Marco Liorni      | Barbara Capponi    | 17 giugno 2013 | 30 agosto 2013    | 55      | Non presente     | Giuseppe Bucolo     | Salvatore Perfetto | Studio 3 Centro di produzione Rai di Via Teulada, Roma         | Studio 3 Centro di produzione Rai di Via Teulada, Roma         |
| 3ª       | 2014 | Estate in diretta         | Federico Quaranta | Eleonora Daniele   | 2 giugno 2014  | 1º agosto 2014    | 45      | Non presente     | Giuseppe Bucolo     | Salvatore Perfetto | Studio 3 Centro di produzione Rai di Via Teulada, Roma         | Studio 3 Centro di produzione Rai di Via Teulada, Roma         |
| 4ª       | 2015 | Estate in diretta         | Salvo Sottile     | Eleonora Daniele   | 1º giugno 2015 | 4 settembre 2015  | 68      | Non presente     | Giuseppe Bucolo     | Salvatore Perfetto | Studio 1 Centro di produzione Rai di Via Teulada, Roma         | Studio 4 di Cinecittà, Roma                                    |
| 5ª       | 2016 | Estate in diretta         | Salvo Sottile     | Eleonora Daniele   | 30 maggio 2016 | 26 agosto 2016    | 64      | Arianna Ciampoli | Giuseppe Bucolo     | Salvatore Perfetto | Studio 3 e 5 del Centro di produzione Rai di Via Teulada, Roma | Studio 3 e 5 del Centro di produzione Rai di Via Teulada, Roma |
| 6ª       | 2017 | La vita in diretta Estate | Paolo Poggio      | Benedetta Rinaldi  | 19 giugno 2017 | 8 settembre 2017  | 59      | Silvia Salemi    | Giuseppe Bucolo     | Salvatore Perfetto | Teatro delle Vittorie, Roma                                    | Studio 3 del Centro radiotelevisivo Biagio Agnes, Roma         |
| 7ª       | 2018 | La vita in diretta Estate | Gianluca Semprini | Ingrid Muccitelli  | 11 giugno 2018 | 31 agosto 2018    | 64      | Non presente     | Andrea Apuzzo       | Salvatore Perfetto | Studio 3 e 5 del Centro di produzione TV Raffaella Carrà, Roma | Studio 3 e 5 del Centro di produzione TV Raffaella Carrà, Roma |
| 8ª       | 2019 | La vita in diretta Estate | Beppe Convertini  | Lisa Marzoli       | 17 giugno 2019 | 6 settembre 2019  | 58      | Simona Arrigoni  | Nicoletta Chiadroni | Luigi Rizza        | Studio 3 del Centro di produzione TV Raffaella Carrà, Roma     | Studio 3 del Centro radiotelevisivo Biagio Agnes, Roma         |
| 9ª       | 2020 | La vita in diretta Estate | Marcello Masi     | Andrea Delogu      | 29 giugno 2020 | 4 settembre 2020  | 50      | Non presente     | Nicoletta Chiadroni | Luigi Rizza        | Studio 3 del Centro di produzione TV Raffaella Carrà, Roma     | Studio 3 del Centro radiotelevisivo Biagio Agnes, Roma         |
| 10ª      | 2021 | Estate in diretta         | Gianluca Semprini | Roberta Capua      | 28 giugno 2021 | 10 settembre 2021 | 56      | Greta Mauro      | Nicoletta Chiadroni | Luigi Rizza        | Studio 3 e 5 del Centro di produzione TV Raffaella Carrà, Roma | Studio 3 e 5 del Centro di produzione TV Raffaella Carrà, Roma |
| 11ª      | 2022 | Estate in diretta         | Gianluca Semprini | Roberta Capua      | 6 giugno 2022  | 2 settembre 2022  | 61      | Marcello Cirillo | Salvatore Perfetto  | Salvatore Perfetto | Studio 3 del Centro di produzione TV Raffaella Carrà, Roma     | Studio 3 del Centro di produzione TV Raffaella Carrà, Roma     |
| 12ª      | 2023 | Estate in diretta         | Gianluca Semprini | Nunzia De Girolamo | 3 luglio 2023  | 8 settembre 2023  | 50      | Non presente     | Salvatore Perfetto  | Salvatore Perfetto | Studio 3 del Centro di produzione TV Raffaella Carrà, Roma     | Studio 3 del Centro radiotelevisivo Biagio Agnes, Roma         |
| 13ª      | 2024 | Estate in diretta         | Gianluca Semprini | Nunzia De Girolamo | 3 giugno 2024  | 6 settembre 2024  | 69      | Gigi Marzullo    | Salvatore Perfetto  | Salvatore Perfetto | Studio 3 del Centro di produzione TV Raffaella Carrà, Roma     | Studio 3 del Centro radiotelevisivo Biagio Agnes, Roma         |
| 14ª      | 2025 | Estate in diretta         | Gianluca Semprini | Greta Mauro        | 30 giugno 2025 | in corso          | 39      | Gigi Marzullo    | Salvatore Perfetto  | Salvatore Perfetto | Studio 3 del Centro di produzione TV Raffaella Carrà, Roma     |                                                                |

## Programmazione
| Edizione | Rete televisiva | Anno | Stagione         | Orario      | Orario        | Durata  | Programmazione | Programmazione | Programmazione | Programmazione | Programmazione | Programmazione | Programmazione | Collocazione |
| Edizione | Rete televisiva | Anno | Stagione         | Prima parte | Seconda parte | Durata  | L              | M              | M              | G              | V              | S              | D              | Collocazione |
| -------- | --------------- | ---- | ---------------- | ----------- | ------------- | ------- | -------------- | -------------- | -------------- | -------------- | -------------- | -------------- | -------------- | ------------ |
| 1ª       | Rai 1           | 2011 | estate           | 17:15-18:45 | 17:15-18:45   | 90 min  |                |                |                |                |                |                |                | Day-time     |
| 2ª       | Rai 1           | 2013 | primavera-estate | 17:15-18:45 | 17:15-18:45   | 90 min  |                |                |                |                |                |                |                | Day-time     |
| 3ª       | Rai 1           | 2014 | primavera-estate | 17:15-18:45 | 17:15-18:45   | 90 min  |                |                |                |                |                |                |                | Day-time     |
| 4ª       | Rai 1           | 2015 | primavera-estate | 14:05-17:50 | 14:05-17:50   | 225 min |                |                |                |                |                |                |                | Day-time     |
| 4ª       | Rai 1           | 2015 | primavera-estate | 14:05-18:45 |               | 225 min |                |                |                |                |                |                |                | Day-time     |
| 5ª       | Rai 1           | 2016 | primavera-estate | 14:00-15:30 | 16:40-18:45   | 215 min |                |                |                |                |                |                |                | Day-time     |
| 6ª       | Rai 1           | 2017 | primavera-estate | 15:35-18:45 | 15:35-18:45   | 190 min |                |                |                |                |                |                |                | Day-time     |
| 7ª       | Rai 1           | 2018 | primavera-estate | 15:25-18:45 | 15:25-18:45   | 200 min |                |                |                |                |                |                |                | Day-time     |
| 7ª       | Rai 1           | 2018 | primavera-estate | 16:35-18:45 | 16:35-18:45   | 130 min |                |                |                |                |                |                |                | Day-time     |
| 8ª       | Rai 1           | 2019 | primavera-estate | 16:50-18:45 | 16:50-18:45   | 115 min |                |                |                |                |                |                |                | Day-time     |
| 9ª       | Rai 1           | 2020 | estate           | 16:50-18:45 | 16:50-18:45   | 115 min |                |                |                |                |                |                |                | Day-time     |
| 9ª       | Rai 1           | 2020 | estate           | 14:00-15:40 | 16:50-18:45   | 215 min |                |                |                |                |                |                |                | Day-time     |
| 10ª      | Rai 1           | 2021 | estate           | 15:40-16:40 | 17:05-18:45   | 160 min |                |                |                |                |                |                |                | Day-time     |
| 11ª      | Rai 1           | 2022 | primavera-estate | 17:20-18:45 | 17:20-18:45   | 85 min  |                |                |                |                |                |                |                | Day-time     |
| 12ª      | Rai 1           | 2023 | estate           | 17:10-18:45 | 17:10-18:45   | 95 min  |                |                |                |                |                |                |                | Day-time     |
| 13ª      | Rai 1           | 2024 | primavera-estate | 16:05-16:50 | 17:00-18:45   | 150 min |                |                |                |                |                |                |                | Day-time     |
| 13ª      | Rai 1           | 2024 | primavera-estate | 17:05-18:45 | 17:05-18:45   | 100 min |                |                |                |                |                |                |                | Day-time     |
| 14ª      | Rai 1           | 2025 | estate           | 17:05-18:40 | 17:05-18:40   | 95 min  |                |                |                |                |                |                |                | Day-time     |
| 14ª      | Rai 1           | 2025 | estate           | 17:15-18:40 | 17:15-18:40   | 85 min  |                |                |                |                |                |                |                | Day-time     |

## Puntate speciali

### Incidente ferroviario in Puglia
Il 12 luglio 2016 Eleonora Daniele e Salvo Sottile conducono una puntata speciale di Estate in diretta, in onda dalle 14:05 alle 18:45, dedicata all'incidente ferroviario avvenuto in Puglia la stessa mattina.

### Terremoto nel Centro Italia
Il 24 agosto 2016. Eleonora Daniele conduce un'altra puntata speciale, in onda dalle 14:05 alle 15:30 e dalle 16:40 alle 20:00, dedicata al terremoto avvenuto nell'Italia centrale, con epicentro ad Amatrice, la stessa notte.

### Crollo del ponte Morandi a Genova
Dal 14 al 17 agosto 2018 Gianluca Semprini e Ingrid Muccitelli conducono quattro puntate speciali de La vita in diretta Estate dedicate al crollo del ponte Morandi a Genova, avvenuto la mattina del 14 agosto. Il 14 e il 15 il programma va in onda dalle 17:30 alle 20:00, mentre il 16 e il 17 dalle 17:00 alle 18:45.

### Morte di Andrea Camilleri
Il 17 luglio 2019 Lisa Marzoli e Beppe Convertini conducono una puntata speciale, in onda nel consueto orario di trasmissione (16:50-18:45), dedicata al ricordo di Andrea Camilleri, nel giorno della sua morte.

### Crisi del governo Conte I
Il 20 agosto 2019 va in onda un'altra puntata speciale, in onda dalle 19:43 alle 20:00, dopo uno speciale di quasi cinque ore di Rai Parlamento, in cui era stato fatto il punto sulla crisi di governo e le dichiarazioni di Giuseppe Conte.

### Ritrovamento del piccolo Gioele Mondello
Il 19 agosto 2020 Marcello Masi e Andrea Delogu conducono una puntata speciale, in onda dalle 15:40 alle 18:45, per raccontare il ritrovamento del cadavere del piccolo Gioele Mondello, scomparso con la madre Viviana Parisi il 3 agosto precedente.

### Apertura della camera ardente di Raffaella Carrà
Dopo aver dato l'annuncio della morte di Raffaella Carrà in diretta durante la puntata del 5 luglio 2021, il 7 Gianluca Semprini e Roberta Capua conducono una puntata speciale di Estate in diretta, in onda dalle 15:40 alle 15:50 e dalle 17:40 alle 20:00, per raccontare e mostrare l'apertura della camera ardente della conduttrice appena scomparsa.

### La grande attesa
L'11 luglio 2021 va in onda, eccezionalmente di domenica e dalle 18:00 alle 19:15, un'altra puntata speciale dal titolo La grande attesa, con collegamenti da alcune città italiane in attesa della finale del campionato europeo di calcio 2020 che si sarebbe disputata poco dopo tra Italia e Inghilterra. La puntata viene realizzata in collaborazione con Rai Sport.

### Celebrazione della vittoria degli Azzurri al campionato europeo di calcio
Il 12 luglio 2021, dopo la consueta prima parte (15:40-16:45) e la diretta del TG1 riguardante la visita della Nazionale di calcio dell'Italia ai Presidenti della Repubblica e del Consiglio, va in onda un'altra puntata speciale, dalle 19:20 alle 20:00, focalizzata sul tragitto degli Azzurri per le strade di Roma a festeggiare la loro vittoria al campionato europeo.

### Morte di Pippo Baudo
Il 17 agosto 2025, eccezionalmente di domenica e dalle 14:00 alle 18:40, è andata in onda una puntata speciale intitolata Per sempre Pippo, dedicata al ricordo di Pippo Baudo, deceduto il giorno prima all'età di 89 anni.